# Ernst Ruh
Ernst Alfred Ruh (23 de fevereiro de 1936) é um matemático suíço, especialista em geometria diferencial.
Ernst Ruh obteve um doutorado em 1964 na Universidade Brown, orientado por Katsumi Nomizu, com a tese On the Automorphism Groups of a G-structure. É professor da Universidade Estadual de Ohio e professor de ciência da computação da Universidade de Basileia (1987/1989). Em 1990 tornou-se professor ordinário de matemática da Universidade de Friburgo;, sucessor de Josef Schmid. Aposentou-se em 2006.
Foi palestrante convidado do Congresso Internacional de Matemáticos em Berkeley (1986). Foi eleito fellow da American Mathematical Society em 2012.

## Publicações selecionadas
- com Jaak Vilms: «The tension field of the Gauss map». Trans. Amer. Math. Soc. 149: 569–573. 1970. MR 0259768. doi:10.1090/s0002-9947-1970-0259768-5
- «Curvature and differentiable structure of spheres». Bull. Amer. Math. Soc. 77: 148–150. 1971. MR 0270307. doi:10.1090/s0002-9904-1971-12640-x
- «Minimal immersions of 2-spheres in S4  ». Proc. Amer. Math. Soc. 28: 219–222. 1971. MR 0271880. doi:10.1090/s0002-9939-1971-0271880-x
- com Karsten Grove and Hermann Karcher: «Group actions and curvature». Bull. Amer. Math. Soc. 81: 89–92. 1975. MR 0367862. doi:10.1090/s0002-9904-1975-13647-0